# Cá bơn cát vảy to
Cá bơn lưỡi cát (Danh pháp khoa học: Cynogossus arel) là một loài cá bơn trong họ cá lưỡi trâu Cynoglossidae phân bố ở Ấn Độ, Xri Lanca, Inđônêxia và Việt Nam tại vùng cửa sông và vùng đồng bằng sông Cửu Long. Chúng còn được biết đến với tên gọi cá bơn lưỡi hay cá lưỡi trâu vảy nhỏ. Tên tiếng Anh: Largescale tonguesole. là loài cá biển có thời gian vào cửa sông và vùng nước ngọt ngập triều hạ lưu các sông lớn, chẳng hạn như Cần Giờ. 

## Mô tả
Cá có kích thước trung bình 20–30 cm. Thịt chúng thơm ngon, có giá trị kinh tế nhất định. Thân hình lưỡi dài. Hai mắt nằm ở bên trái thân, khoảng cách hai mắt rất hẹp và có phủ vảy. Mút mõm tù, hơi nhọn. Móc mõm ngắn. Góc miệng nằm dưới mút mõm và giữa mút mõm với khe mang. Môi trơn. Vây lưng, vây hậu môn liền với vây đuôi. Vây bụng nhỏ.
Thân bên có mắt phủ vảy lược, bên mù phủ vảy tròn. Hai đường bên ở bên có mắt và cách nhau 7-9 hàng vẩy. Bên mù không có đường bên. Bên có mắt thân màu nâu, có một đốm thẫm trên nắp mang. Bên mù thân màu hồng. So sánh với loài gần nó: Giống với loài Cynoglossus lingua là vây đuôi có 10 tia và bên thân có mắt có những đốm lớn; nhưng khác là: vảy trên thân lớn, hai đường bên cách nhau khoảng 8 hàng vảy. Cá ăn động vật không xương sống ở đáy. 